# 河口慧海
河口慧海（1866年2月26日—1945年2月24日）戒名慧海仁廣，是日本黄檗宗僧侣、佛教学者、探险家。他以四次去尼泊尔及两次去西藏而闻名，是最早到这两个地方旅行的日本人。
曾任东京五百罗汉寺住持，在京都隐修三年，以研究汉语佛教经典。1897年去西藏旅行，在大吉岭学习了藏文和英文，1901年春到达拉萨，1903年5月返回日本。1904年10月去印度和尼泊尔学习梵文并搜集新的手抄经，他用了四年时间才到达目的地，他打扮成汉地僧人到了西藏的西部地区，因享有高明医生的美誉而受到十三世达赖喇嘛的接见。
他在西藏的經歷於1904年以日文出版為《西藏旅行記》。他在神智學會會長安妮·贝赞特的鼓勵下將書英譯，於1909年出版為Three Years in Tibet。
他是第一位訪問尼泊爾的日本人。尼泊爾為了紀念，於2002年發行了他的肖像的郵票。